# César Castro (nadador)
César Castro (nascido em 31 de maio de 1999) é um nadador espanhol. Ele competiu no evento masculino de 200 metros livres no Campeonato Europeu de Desportos Aquáticos de 2020, em Budapeste, Hungria.